# 印尼星空航空
印尼星空航空（Star Air）是一家已结业的印尼航空公司。该航空公司于1999年成立，并于次年（2000年）开始正式运营。2000年恰逢是在印尼政府在宣布取消航空业管制后大量私有企业诞生的时期。不过，正如其他的11家印尼私有航空公司一般，印尼星空航空由于不景气的运营状况在2008年被印尼政府吊销准飞证。